# Marathon féminin aux championnats du monde d'athlétisme 1991
Navigation
Rome 1987 Stuttgart 1993
L'épreuve du marathon féminin des championnats du monde d'athlétisme 1991 s'est déroulée le 25 août 1991 dans les rues de Tokyo, au Japon, avec une arrivée fixée au Stade olympique national. Elle est remportée par la Polonaise Wanda Panfil.

## Résultats
| Rang               | Athlète             | Pays                   | Temps           | Notes |
| ------------------ | ------------------- | ---------------------- | --------------- | ----- |
| Médaille d'or      | Wanda Panfil        | Pologne                | 2 h 29 min 53 s |       |
| Médaille d'argent  | Sachiko Yamashita   | Japon                  | 2 h 29 min 57 s |       |
| Médaille de bronze | Katrin Dörre        | Allemagne              | 2 h 30 min 10 s |       |
| 4                  | Yuko Arimori        | Japon                  | 2 h 31 min 08 s |       |
| 5                  | Maria Rebelo        | France                 | 2 h 32 min 05 s |       |
| 6                  | Kamila Gradus       | Pologne                | 2 h 32 min 09 s |       |
| 7                  | Manuela Machado     | Portugal               | 2 h 32 min 33 s |       |
| 8                  | Ramilya Burangulova | Union soviétique       | 2 h 33 min 00 s |       |
| 9                  | Iris Biba           | Allemagne              | 2 h 33 min 48 s |       |
| 10                 | Sally Ellis         | Royaume-Uni            | 2 h 35 min 09 s |       |
| 11                 | Sally Eastall       | Royaume-Uni            | 2 h 36 min 16 s |       |
| 12                 | Kumi Araki          | Japon                  | 2 h 38 min 27 s |       |
| 13                 | Joy Smith           | États-Unis             | 2 h 39 min 16 s |       |
| 14                 | María Trujillo      | États-Unis             | 2 h 39 min 28 s |       |
| 15                 | Fabiola Rueda       | Colombie               | 2 h 41 min 51 s |       |
| 16                 | Sissel Grottenberg  | Norvège                | 2 h 43 min 11 s |       |
| 17                 | Franziska Moser     | Suisse                 | 2 h 44 min 07 s |       |
| 18                 | Pascaline Wangui    | Kenya                  | 2 h 45 min 22 s |       |
| 19                 | Ena Guevara         | Pérou                  | 2 h 48 min 53 s |       |
| 20                 | Françoise Bonnet    | France                 | 2 h 48 min 57 s |       |
| 21                 | Cornelia Melis      | Aruba                  | 2 h 58 min 18 s |       |
| 22                 | Yi-Lo Man           | Hong Kong              | 2 h 59 min 39 s |       |
| 23                 | Gina Coello         | Honduras               | 2 h 59 min 54 s | NR    |
| 24                 | Graciela Caizabanda | Équateur               | 3 h 00 min 03 s |       |
| —                  | Chen Qingmei        | Chine                  | DNF             |       |
| —                  | Aurora Cunha        | Portugal               | DNF             |       |
| —                  | Joke Kleijweg       | Pays-Bas               | DNF             |       |
| —                  | Veronique Marot     | Royaume-Uni            | DNF             |       |
| —                  | Ludmila Melicherová | Tchécoslovaquie        | DNF             |       |
| —                  | Rosa Mota           | Portugal               | DNF             |       |
| —                  | Márcia Narloch      | Brésil                 | DNF             |       |
| —                  | Dorthe Rasmussen    | Danemark               | DNF             |       |
| —                  | Anna Villani        | Italie                 | DNF             |       |
| —                  | Tatyana Zuyeva      | Union soviétique       | DNF             |       |
| —                  | Laura Fogli         | Italie                 | DNF             |       |
| —                  | Valentina Yegorova  | Union soviétique       | DNF             |       |
| —                  | Gordon Bloch        | États-Unis             | DNF             |       |
| —                  | Isabel Canto        | Guatemala              | DNF             |       |
| —                  | Sandra Natal        | République dominicaine | DNF             |       |

## Légende
Records et Performances
- AR : Record continental (area record)
- CR : Record des championnats (championship record)
- MR : Record du meeting (meet record)
- NR : Record national (national record)
- OR : Record olympique (olympic record)
- PR : Record paralympique (paralympic record)
- PB : Record personnel (personal best)
- SB : Meilleure performance personnelle de la saison (season's best)
- WL : Meilleure performance mondiale de l'année (world leader)
- WJR : Record du monde junior (world junior record)
- WR : Record du monde (world record)

Circonstances et Conditions
- DNF : N'a pas terminé (did not finish)
- DNS : N'a pas pris le départ (did not start)
- DQ : Disqualification (disqualification)
- NM : Aucun essai valable enregistré (No Mark)
- Q : Qualifié « directement » au prochain tour (ou à la prochaine compétition), lors d'une compétition majeure, grâce au classement ou à la réalisation des minima (automatic qualifier)
- q : Qualifié au prochain tour (ou à la prochaine compétition), lors d'une compétition majeure, grâce au repêchage ou à la réalisation de l'une des meilleures performances parmi celles des « non qualifiés directement » (grâce au meilleur temps ou à la meilleure distance par exemple) (secondary qualifier)